# Parazenidae
Famille
Les Parazenidae sont une famille de poissons abyssaux de l'ordre des Zeiformes.

## Liste des genres
Selon World Register of Marine Species (15 octobre 2024) :
- Cyttopsis Gill, 1862
- Stethopristes Gilbert, 1905

## Systématique
Le nom valide complet (avec auteur) de ce taxon est Parazenidae McAllister (d), 1968.
Pour l’ITIS cette famille est à attribuer à Greenwood et al. en 1966.